# Alkoxy

Alkoxy skupiny

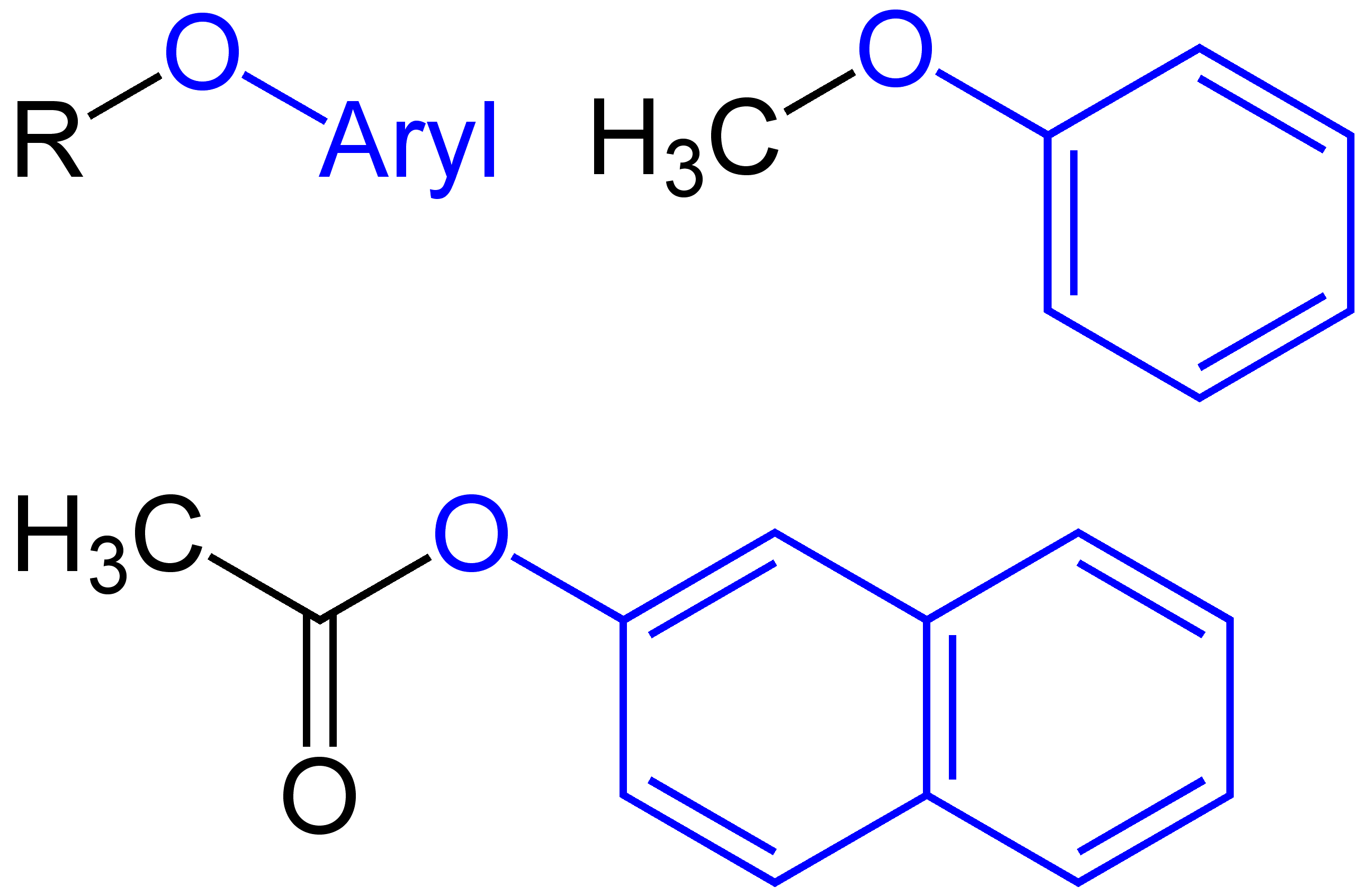
Aryloxy skupiny

Alkoxy je označení pro funkční skupiny, které jsou tvořeny alifatickou uhlovodíkovou skupinou a atomem kyslíku, obecný vzorec je RO-, kde R je uhlovodíková skupina.
Nejjednodušší takovou skupinou je methoxy (CH3O–). Tyto skupiny se nacházejí v alkoholech (kde je na ně navázán vodík),
etherech (R1-O-R2) a jsou i součástí esterových skupin (R1COOR2).
Podobné funkční skupiny odvozené od arenů se nazývají aryloxy.
Název dle tvaru alkoxy se zachovává u vybraných nejjednodušších skupin (methoxy, ethoxy, propoxy, butoxy; a také u nejběžnější aryloxyskupiny, fenoxy), ostatní se pojmenovávají podle tvaru alkyloxy (pentyloxy, hexyloxy, ...).